# Cua lại vợ bầu
Cua lại vợ bầu (tựa tiếng Anh: Win My Baby Back) là một bộ phim tình cảm hài hước Việt Nam do Nhất Trung làm đạo diễn và viết kịch bản, ra mắt vào ngày 25/1/2019. Phim đạt thành công lớn về mặt doanh thu và nhận được nhiều đánh giá tích cực từ giới phê bình. Phim được phát hành độc quyền trên ứng dụng Galaxy Play.

## Nội dung
Phim mở đầu bằng mối tình kéo dài 7 năm giữa anh chàng sửa xe Trọng Thoại (Trấn Thành) và cô nàng giám đốc sáng tạo Nhã Linh (Ninh Dương Lan Ngọc) đang rơi vào trạng thái chán nhau. Thoại dường như an phận với nghề sửa xe và chưa muốn lập gia đình, sinh con. Trong khi Linh đang rất thành công trong sự nghiệp thời trang và khát khao làm mẹ. Đúng lúc đó, người bạn cũ từ thời học trò của Linh là Quý Khánh (Anh Tú Atus) trở lại khiến mối quan hệ giữa cô và chàng người yêu sửa xe tệ hơn. Trong đêm sinh nhật của Linh, cô và Thoại cãi nhau nảy lửa. Cô buồn và tham dự một bữa tiệc sinh nhật bất ngờ do Khánh tổ chức. Đêm đó, vì quá say và buồn chuyện tình cảm, Linh đã qua đêm với Khánh.
Sau đó, Linh thông báo có thai và trở thành đối tượng tranh giành của hai người đàn ông - một khù khờ và một sành điệu. Tuy nhiên, không rõ ai mới là ba của đứa bé. Thoại cố tiếp cận người yêu trong khi Linh nhiều lần cự tuyệt, thậm chí Thoại còn đề nghị cô phá thai để cả hai làm lại từ đầu. Linh thất vọng về sự ích kỷ của Thoại và cô chấp nhận sự chăm sóc của Khánh. Tuy nhiên trong thâm tâm, Linh chỉ xem Khánh là bạn.
Với sự gợi ý và động viên của chị khách sửa xe quen thuộc (Hồng Đào) và người bạn thân Tuấn (Mạc Văn Khoa), Thoại bắt đầu chiến dịch "cua lại" Linh và lấy lại lòng tin của gia đình cô.
Thoại kêu Linh bỏ cái thai khiến Linh giận. Thoại lên kế hoạch làm lành với Linh. Anh bắt tên cướp giật ví tiền của mẹ Linh (Lê Giang), sau đó đến nhà Linh trang trí lại căn phòng của cô cũng như mấy bậc thang. Nghe lời Tuấn, Thoại tìm cách tiếp cận và theo dõi Linh thường xuyên. Thoại và Linh tâm sự với nhau dưới cơn mưa, Thoại lại kêu Linh bỏ cái thai khiến cô càng giận hơn. Thoại và Khánh đã có cuộc ẩu đả ngay trước cửa nhà Linh.
Hôm sau Thoại quyết định bán chiếc xe Vespa của mình, bỏ trống căn nhà và đi thật xa. Năm tháng sau, cái bầu của Linh to hơn và cô đang được Khánh chăm sóc. Một lần đi khám Linh gặp lại một bác sĩ quen. Bác sĩ này tiết lộ năm năm trước lúc Linh bị tai nạn giao thông, thân thể cô bị chấn thương trầm trọng và việc mang thai sau này sẽ ảnh hưởng đến tính mạng cô. Thoại đã giữ kín chuyện này không cho Linh biết, anh kêu cô bỏ cái thai cũng vì muốn cứu mạng cô. Linh vội vàng chạy đi tìm Thoại, cô đến nhà anh rồi đọc được nhật ký của anh.
Linh bị ngã từ trên giường xuống sàn, bác sĩ phải đưa cô vào phòng cấp cứu mổ lấy đứa bé ra. Khánh gọi cho Thoại để anh đến gặp mặt Linh, nhưng trên đường đi Thoại bị xe tông rồi bị hôn mê. Cuối cùng cả hai nhân vật chính đều qua cơn nguy kịch, Linh sinh đứa bé thành công, hai tuần sau Thoại cũng tỉnh lại. Thoại và Khánh đến gặp nữ bác sĩ Hằng (Hari Won) để nhận kết quả xét nghiệm, đứa bé chính là con của Thoại, nhưng anh đồng ý cho Khánh làm ba nuôi của đứa bé. Thoại và Linh lại sống hạnh phúc bên nhau với đứa con của họ.

## Diễn viên
- Trấn Thành vai Trọng Thoại
- Ninh Dương Lan Ngọc vai Nhã Linh
- Anh Tú Atus vai Quý Khánh
- Mạc Văn Khoa vai Tuấn
- Khả Như vai Như
- NSƯT Hữu Châu vai ông Hữu - ba Nhã Linh
- Lê Giang vai bà Lê - mẹ Nhã Linh
- Hồng Đào vai bà Tài
- Trung Dân vai ông Trung
- Hari Won vai bác sĩ Hằng
- Thuận Hoàng vai Tân
- Hoàng Thanh Mai vai huy
- Thùy Dương vai y tá
- Thanh Tân vai Tân
- Hữu Thạch vai người đi đường

## Nhạc phim
| STT              | Nhan đề                  | Sáng tác                                               | Thể hiện               | Thời lượng |
| ---------------- | ------------------------ | ------------------------------------------------------ | ---------------------- | ---------- |
| 1.               | "Màu nước mắt" ()        | Nguyễn Thương                                          | Nguyễn Trần Trung Quân | 5:38       |
| 2.               | "Mình chia tay đi" ()    | Nhạc: Krazy Park - Shin Hyun-woo, lời Việt: Trang Pháp | Erik                   | 4:05       |
| 3.               | "Đừng chúc em hạnh phúc" | Nguyễn Hồng Thuận                                      | Thanh Hà               | 4:15       |
| Tổng thời lượng: | Tổng thời lượng:         | Tổng thời lượng:                                       | Tổng thời lượng:       | 13:58      |